# Chiesa di San Michele (Cordova)
La chiesa di San Michele è una chiesa cattolica di rito romano, situata nella città di Cordova, nella regione meridionale spagnola dell'Andalusia. Eretta nel XIII secolo, costituisce una delle dodici chiese costruite nella città per volere del re Ferdinando III di Castiglia, dopo che ebbe cacciato dal luogo i Mori, . È stata dichiarata monumento di interesse nazionale nel 1931.

## Descrizione
La chiesa è un esempio di transizione dall'architettura romanica a quella gotica, sebbene gli interni siano stati largamente rimaneggiati in stile barocco nel 1749.

### Esterni
Esternamente, si presenta con una facciata aperta da un rosone e un portale in stile gotico. Un'entrata laterale è caratterizzata da un arco a ferro di cavallo in stile mudéjar, forse risalente al periodo del califfato.

### Interni
Internamente, la chiesa è una pianta quasi squadrata, con una navata centrale e due laterali, delle absidi poligonali e un soffitto a cassettoni; è priva di transetto.
L'altare maggiore, in marmo, è stato realizzato nel XVIII secolo, e ospita un retablo del 1701 attribuito allo scultore Juan Cano. 
La capella che ospita il battistero, in stile gotico-mudéjar, è sormontata da una cupola la cui sezione è a forma di decagono.